# Missile Defense Alarm System

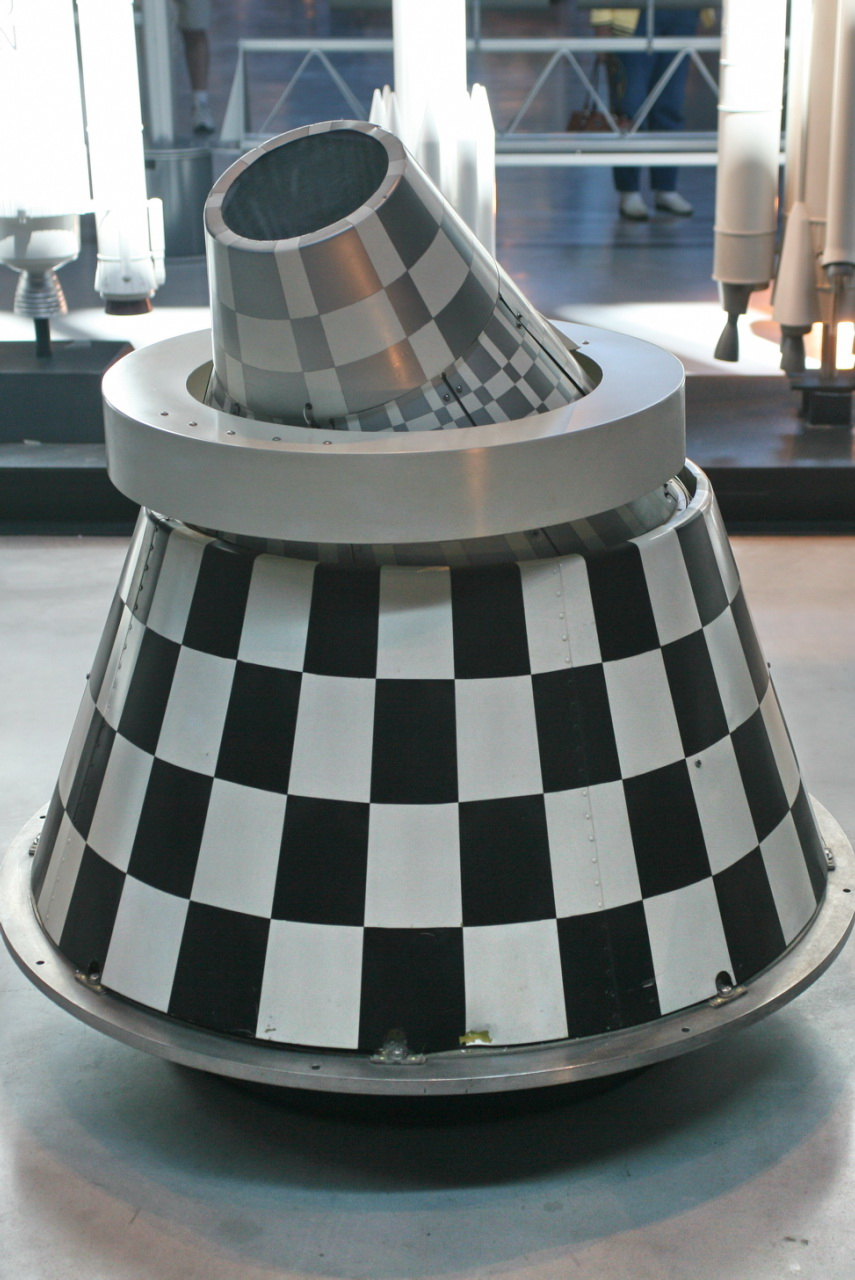
Il telescopio a infrarossi montato sui satelliti MiDAS della serie 3.

Il Missile Defense Alarm System, o MiDAS e MIDAS, è stato un sistema di allarme rapido costituito da 12 satelliti e realizzato dal comando di difesa aerea dell'aeronautica militare statunitense tra il 1960 e il 1966, avente lo scopo di avvisare i responsabili della difesa del lancio di missili balistici intercontinentali da parte dell'Unione Sovietica. Originariamente pensato per andare a costituire un sistema di allarme rapido completo lavorando assieme al Ballistic Missile Early Warning System, il progetto del Missile Defense Alarm System fu in realtà limitato a un ruolo di ricerca e sviluppo in seguito ai dubbi sollevati sulla sua affidabilità e sui costi di realizzazione e gestione. Diversi dei satelliti che riuscirono a raggiungere l'orbita, infatti, sperimentarono malfunzionamenti e solo pochi di essi riuscirono a fornire un servizio di allarme precoce veramente operativo.
Sebbene abbia fallito nell'assolvere lo scopo principale di fungere da affidabile sistema di allarme precoce, il MiDAS, assieme alle serie Corona e SAMOS, rappresenta uno degli elementi facenti parte della prima generazione di satelliti da ricognizione statunitensi che funsero da banco di prova per le tecnologie adottate nei sistemi successivi, come il Defense Support Program.

## Antefatti
Il 4 ottobre 1957, dalla catena montuosa del Tyuratam, nel Repubblica Socialista Sovietica Kazaka, l'Unione Sovietica lanciò lo Sputnik 1, il primo satellite artificiale al mondo. L'evento, pur costituendo un trionfo scientifico, significò anche che l'Unione Sovietica sarebbe stata in grado di attaccare gli Stati Uniti d'America con un missile balistico intercontinentale, poiché l'R-7, il razzo che era stato usato per mettere in orbita lo Sputnik 1 e lo Sputnik 2, avrebbe potuto essere armato con una testata termonucleare e quindi utilizzato in un attacco a sorpresa agli USA e al Canada. Per garantirsi il preavviso di un qualsiasi attacco sovietico con missili balistici intercontinentali, i governi di Stati Uniti, Canada e Danimarca, la quale aveva autorità sulla Groenlandia, sito di una base aerea statunitense, decisero di realizzare il Ballistic Missile Early Warning System (BMEWS), un sistema costituito da 12 stazioni radar in grado di rilevare i missili in arrivo.
Il BMEWS, tuttavia, risentiva della curvatura terrestre e dei limiti intrinseci dei sistemi radar. Dato che l'Unione Sovietica si trovava dall'altro lato dell'emisfero settentrionale, infatti, i potenziali siti di lancio dei missili balistici intercontinentali sovietici si trovavano migliaia di chilometri oltre l'orizzonte anche delle stazioni radar BMEWS più vicine al territorio sovietico, ossia quelle presso la base aerea Thule, in Groenlandia, e la base aerea Clear, in Alaska, peraltro ancora in costruzione, cosicché un eventuale lancio non sarebbe stato immediatamente rilevabile e il preavviso sull'impatto sarebbe stato, come già dimostrato da diversi studi, di massimo 20 minuti. Volendo portare a 30 minuti tale preavviso, così da dare più tempo ai bombardieri nucleari dello Strategic Air Command per decollare dalle proprie basi e dimostrare all'Unione Sovietica come questi fossero impossibili da distruggere con un attacco a sorpresa, cosa che avrebbe dissuaso i sovietici dal condurre un attacco nucleare senza preoccuparsi della risposta, l'aeronautica statunitense decise di realizzare il sistema MiDAS, che avrebbe avuto anche il compito di confermare un eventuale avvistamento da parte del sistema BMEWS, riducendo così le possibilità di un falso allarme nucleare.

## Sviluppo e costi
Il 16 marzo 1955, l'aeronautica militare statunitense aveva commissionato lo sviluppo di un satellite da ricognizione avanzato atto a fornire una sorveglianza continua di determinate aree del pianeta al fine di determinare lo stato della potenziale capacità bellica di un nemico. Risultato di tutto ciò fu la creazione di un programma dell'aeronautica, allora mantenuto segreto, noto come WS-117L e avente lo scopo di controllare lo sviluppo della prima generazione di satelliti da ricognizione statunitensi, che incluse poi le già citate serie Corona e SAMOS. A fianco a quanto richiesto, la società assunta per progettare, sviluppare e produrre i sistemi satellitari, e che sarebbe poi diventata l'odierna Lockheed Martin Corporation, suggerì la realizzazione di altri satelliti utili a ricoprire ruoli secondari, incluso uno che, dotato di un telescopio e di sensori a infrarossi, sarebbe stato in grado di rilevare il calore prodotto dai bombardieri nucleari e dai missili balistici intercontinentali. Prima della fine del 1957, in risposta al lancio sovietico dello Sputnik e al manifestarsi della minaccia nucleare, quello che era allora chiamato "sottosistema G" fu ufficialmente aggiunto al programma WS-117L e, nel novembre 1958, fu ribattezzato MiDAS dall'Agenzia per i progetti di ricerca avanzata (ARPA), creata meno di un anno prima, che lo prese in carico.
Nel febbraio 1959, l'ARPA presentò all'aeronautica militare un primo piano di sviluppo del progetto. Secondo quest'ultimo, tra il novembre 1959 e il maggio 1961 sarebbero stati sviluppati 10 satelliti che, come definito nella proposta iniziale, avrebbero utilizzato sensori a infrarossi per rilevare i lanci di missili balistici intercontinentali dallo spazio sopra l'Unione Sovietica e avrebbero quindi fornito un allarme tempestivo di attacco termonucleare. Al termine della fase di sviluppo, se tutto fosse poi andato come previsto, il piano prevedeva quindi di mettere in opera il sistema rendendolo pienamente operativo. I satelliti progettati utilizzavano come corpo principale quello dello stadio Agena che, una volta raggiunta l'orbita avrebbe quindi costituito il supporto per il telescopio. Come risultato finale, i satelliti MiDAS avevano quindi una forma cilindrica che ricordava una matita lunga diversi metri, con la punta costituita dal telescopio a infrarossi che, collegato a una piattaforma girevole e inclinato di un certo angolo, avrebbe consentito, se il satellite fosse stato messo in orbita con la punta rivolta verso la Terra, di scandagliare una vastissima area. Il tutto, era poi corredato da due pannelli solari che avrebbero garantito al satellite l'energia necessaria al proprio funzionamento. Peraltro, sin dall'inizio si previde di avere diverse serie di satelliti, una più performante dell'altra, che si sarebbero susseguite nei lanci.
Poiché l'utilità delle informazioni raccolte dai satelliti MIDAS era fortemente dipendente dal tempo, i progettisti dei satelliti non poterono utilizzare il sistema di rilascio dei contenitori di pellicola che era stato introdotto per la prima volta dalle serie di satelliti da ricognizione Discoverer, Corona e SAMOS e che prevedeva che le telecamere a bordo dei satelliti espellessero capsule contenenti la pellicola fotografica che poi rientravano nell'atmosfera per essere recuperate a mezz'aria da un aereo militare. Di conseguenza, data l'impossibilità di trasmettere immagini via radio a causa della limitata capacità del canale RF allora disponibile, i satelliti furono dotati di trasmettitori che avrebbero semplicemente inviato messaggi radio contenenti l'ora e il luogo del sospetto lancio missilistico.
Nel 1959, dopo diverse revisioni, fu infine calcolato che, per mantenere un monitoraggio costante 24 ore su 24 di tutto l'enorme territorio sovietico, sarebbero stati necessari 12 satelliti posti su un'orbita polare a circa 3200 km di quota, il tutto al netto del fatto che, all'epoca, non era ancora stato realizzato un razzo vettore in grado di inserire un satellite su un'orbita geostazionaria. Secondo le stime, l'implementazione di un simile sistema sarebbe costata tra i 200 e i 600 milioni di dollari, equivalenti a 1,6 e 4,8 miliardi di dollari del 2023, rispettivamente. Data una simile spesa e le tante domande ancora senza risposta, nel 1959 il comitato scientifico del presidente Eisenhower sui sistemi di allarme precoce raccomandò di andare avanti con il programma di ricerca ma di rimandare di almeno un anno il via libera all'implementazione del sistema.

## L'inizio del programma e i lanci

### Serie 1

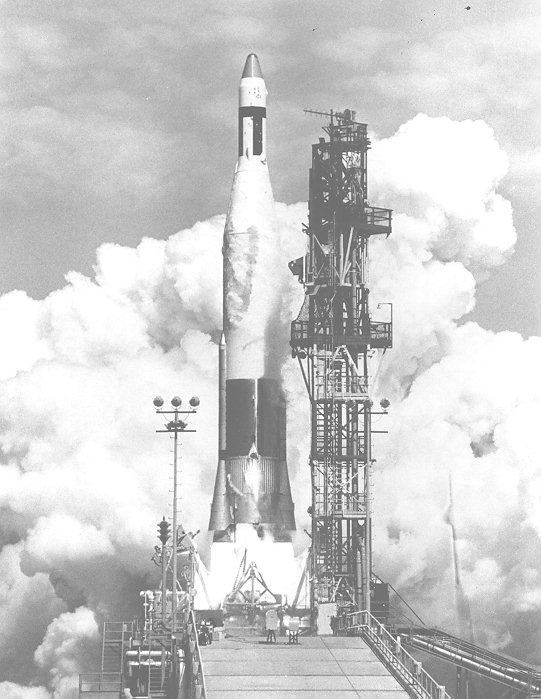
La partenza dell'Atlas 29 D con a bordo il MiDAS 1.

Il programma MiDAS prese dunque il via il 26 febbraio 1960, quando un razzo Atlas-Agena con a bordo il satellite MIDAS 1 decollò dall'LC-14 di Cape Canaveral. Il primo lancio non fu tuttavia coronato dal successo, poiché al termine della fase di propulsione, durante la fase di veleggiamento verso l'orbita decisa, la pressione del serbatoio di ossigeno liquido dell'Atlas andò improvvisamente a zero e il missile si ribaltò, con la telemetria dello stadio Agena che sparì dagli schermi.
L'indagine post-volo propose diverse cause per l'accaduto, indicando come più probabile l'attivazione involontaria delle cariche del sistema Inadvertent Separation Destruct System (ISDS) dell'Agena, di cui fu quindi decisa la riprogettazione e che fu rimosso dal razzo utilizzato per il lancio del MiDAS 2.
Il secondo satellite della serie fu quindi lanciato il 24 maggio successivo ed entrò in orbita come da programma. Tuttavia, il sistema di controllo dell'assetto sperimentò un malfunzionamento e furono inviati a terra solo pochi dati registrati dal sensore a infrarossi, un modello W-17, prima che anche il sistema telemetrico andasse in tilt. In seguito al fallimento del lancio, diversi esperimenti pianificati, come il rilevamento di razzi a terra e un test missilistico con un Titan I, furono cancellati, mentre il satellite rientrò in atmosfera, disintegrandosi, nel 1974. 
Prima di effettuare il terzo lancio, fu deciso di spostare la base operativa a Point Arguello, sulla costa occidentale degli Stati Uniti, e di aspettare più di un anno, così da verificare meglio i sistemi sviluppati. Durante tale lasso di tempo, i sensori dei satelliti MiDAS furono testati in orbita inviandoli nello spazio assieme a due satelliti del sistema Corona e le loro buone performance rinnovarono le opinioni di fattibilità del progetto MiDAS, che fu dunque ripreso. 

### Serie 2
Il MiDAS 3, il primo della cosiddetta "serie 2", che comprendeva anche i MiDAS 4 e 5 e che era dotata di un nuovo sensore a infrarossi realizzato dalla Baird-Atomic in grado di rilevare un lancio fino a una distanza di circa 8000 km, fu lanciato il 24 luglio 1961 utilizzando nuovamente un razzo Atlas e il nuovo stadio Agena B. Nonostante un problema al razzo, il satellite raggiunse l'orbita desiderata, a circa 3500 km di quota, ben più alta di quella progettata per i due satelliti precedente, di soli 500 km, tuttavia uno dei pannelli solari dell'Agena non si dispiegò, e il MiDAS 3, privo di sufficiente energia elettrica, si spense dopo poche orbite. Il 21 ottobre successivo fu la volta del MIDAS 4, e anche quella volta fu un insuccesso. Il razzo Atlas, infatti, perse il controllo del rollio dopo 186 secondi dal lancio e il satellite fu posto su una traiettoria sbagliata, per correggere la quale si dovette far uso di così tanto gas che, una volta giunto sull'orbita desiderata, quello rimasto nello stadio Agena non si rivelò sufficiente a controllarne l'assetto e a stabilizzarlo. Il risultato fu che uno dei pannelli solari non si dispiegò del tutto, e i sistemi del MiDAS 4 si spensero del tutto dopo 56 orbite, ossia nel giro di una settimana. In questo caso, l'indagine condotta dopo l'incidente, che si era ripresentato un mese dopo in occasione del lancio del SAMOS 4, evidenziò come la rottura degli scudi termici del primo stadio, avvenuta durante il lancio, aveva portato a un riscaldamento del sistema giroscopico e al suo malfunzionamento; di conseguenza, gli scudi termini furono riprogettati.
 Oltre al sensore ad infrarossi e ad altri strumenti atti a indagare i raggi cosmici e a rilevare micrometeoriti, il MiDAS 4 trasportava anche il Westford 1, un dispositivo realizzato nell'ambito del Progetto West Ford che, una volta espulso dal satellite madre, avrebbe dovuto rilasciare su un'orbita prestabilita 350 milioni di piccole antenne a dipolo in rame, onde creare una specie di ionosfera artificiale. Un malfunzionamento del sistema di espulsione del MiDAS, tuttavia, fece sì che il Westford 1 non fosse messo in rotazione prima di esse sganciato, il che comportò una distribuzione non ottimale delle antenne rilasciate.
Dopo tutti i precedenti fallimenti, una commissione guidata dal direttore dell'ARPA, Jack Ruina, decise di sospendere l'implementazione del MiDAS, raccomandando di non effettuare alcun tentativo di realizzare un sistema di allarme missilistico rapido finché l'aeronautica non avesse dimostrato che si trattasse di un progetto fattibile; la commissione evidenziò inoltre come i sensori sviluppato per il programma MiDAS, la cui gestione fu definita "orribile", erano stati progettati per rilevare i gas di scarico dei razzi a propellente liquido e che non sarebbero stati quindi in grado di rilevare quelli a combustibile solido, che nel frattempo erano diventati i candidati più probabili a rappresentare il futuro dei missili balistici.
I lanci del programma ripresero circa sei mesi dopo, quando il 9 aprile 1962 fu lanciato il MiDAS 5. Nonostante la pausa di preparazione, il lancio non avvenne comunque come previsto, infatti, un problema al pilota automatico dell'Atlas portò a una cattiva gestione del beccheggio e del rollio, e il satellite raggiunse l'orbita in modo diverso a quanto previsto. Anche il satellite stesso, comunque, ebbe dei problemi, dato che la sua batteria si guastò e il MiDAS 5 terminò ogni operazione soltanto alla settima orbita.
Nel frattempo, il dipartimento della difesa decise che il programma si sarebbe fermato alla serie 3, senza ulteriori sviluppi nei sensori a infrarossi, sostituendo i previsti voli della serie 4 con altre missioni aventi lo scopo di mappare più dettagliatamente la radiazione di fondo terrestre.

### Serie 3
Otto mesi dopo il fallimento del MiDAS 5, precisamente il 17 dicembre, fu la volta MiDAS 6, il primo della "serie 3", che però non riuscì mai a raggiungere l'orbita poiché il razzo Atlas perse il controllo dell'assetto dopo 77 secondi dal lancio, distruggendosi dopo 80 secondi; lo stadio Agena, invece, continuò a trasmettere segnali fino all'impatto con l'oceano, circa 4,7 minuti dopo il lancio. Anche in questo caso, l'indagine che seguì all'incidente identificò la causa nella rottura di uno degli scudi termici, in particolare quello progettato per proteggere il sistema idraulico di sollevamento del booster, avvenuta al momento del lancio.
Il 9 maggio 1963 fu lanciato il MiDAS 7, dotato dello stesso nuovo tipo di sensore a infrarossi del MiDAS 6, chiamato W-37, che entrò in orbita come da programma e che, nella sua missione di sei settimane, rilevò dieci diversi test missilistici con missili balistici intercontinentali statunitensi. Tra questi vi furono anche sette missili Polaris e Minuteman, ossia razzi a combustibile solido, che il sistema fu quindi in grado di rilevare andando anche oltre i risultati attesi e dimostrando peraltro di non essere tratto in inganno dagli effetti della radiazione di fondo, riducendo quindi di molto il pericolo di un falso allarme. Il MiDAS 7, che la NASA talvolta identifica come MiDAS 6, non considerando il precedente andato distrutto ma solo quelli della serie 3 arrivati in orbita, rilasciò in orbita il Westford 2, un dispositivo analogo al precedentemente citato Westford 1, che stavolta riuscì a disperdere in orbita le antenne a dipolo - in un numero di 480 milioni - realizzando una fascia di piccoli dipoli tutto attorno al pianeta e quindi la desiderata ionosfera artificiale.
Il 12 giugno successivo, il MiDAS 8 non raggiunse la propria orbita per lo stesso motivo del MiDAS 6, di conseguenza lo scudo termico del sistema idraulico, la cui rottura aveva portato quella volta alla distruzione del razzo 93 secondi dopo il lancio, fu riprogettato. Un mese dopo il lancio del MiDAS 8, il MiDAS 9 - identificato come MiDAS 7 dalla NASA per i sopraccitati motivi - venne messo in orbita con successo, e riuscì a individuare non solo il lancio di un missile intercontinentale su suolo statunitense ma anche a evidenziare test missilistici in corso su suolo sovietico.

### Serie RTS-1
Nel novembre 1963, il dipartimento della difesa tornò sui propri passi, ripristinando i voli del programma MiDAS che erano stati cancellati alla fine del 1962, e proponendosi di realizzare, sotto il nome di "Programma 461", tre satelliti in grado di rilevare lanci di missili balistici a medio raggio lanciati da navi e sottomarini. I tre satelliti, il MiDAS 10, 11 e 12, appartenenti alla serie denominata "RTS-1" da Research and Test Series, furono quindi dotati di un sensore completamente diverso, ossia un telescopio Bouwers con apertura da 8 pollici, filtri spettrali migliorati e 442 rilevatori di solfuro di piombo, e realizzati utilizzando come supporto il nuovo stadio Agena D, dotato di quattro pannelli solari posizionati per la massima intercettazione solare in tutte le stagioni.

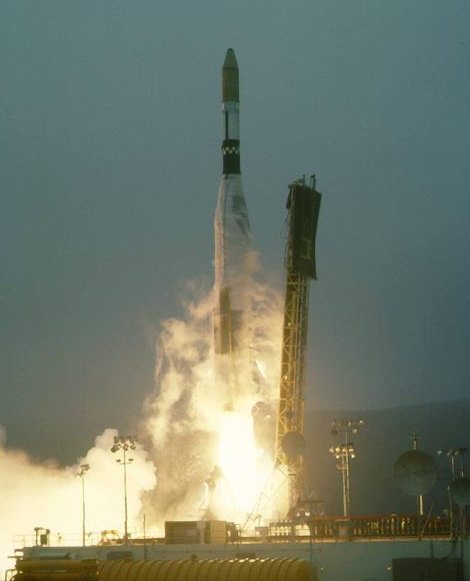
Il decollo dell'Atlas 7203, con a bordo il MiDAS 12, l'ultimo satellite del Missile Defense Alarm System.

Il MiDAS 10 fu dunque lanciato il 9 giugno 1966 dalla base aerea Vandenberg ma un problema al motore dell'Agena D fece sì che il satellite si immettesse su un'orbita fortemente ellittica e, peggio ancora, l'Agena si ribaltò e non riuscì più stabilizzare il proprio assetto, cosicché non ci fu alcuna opportunità di testare il nuovo telescopio a infrarossi. Circa sei mesi dopo, il 3 dicembre 1966, il satellite si incenerì, infine, rientrando in atmosfera nei cieli dell'Australia. Pochi mesi dopo, e più precisamente il 19 agosto e il 5 ottobre, furono lanciati il MiDAS 11 e il MiDAS 12, che riuscirono a raggiungere le proprie orbite senza intoppi e funzionarono per 11 e 12 mesi rispettivamente. In tale lasso di tempo, i due satelliti rilevarono ben 139 test missilistici su suolo sovietico, facendo assurgere il sistema spaziale di allarme missilistico precoce tra le colonne del sistema di deterrenza statunitense anche nelle opinioni dei militari più critici.
Il programma MiDAS, le cui informazioni furono desegretate nel 1998, fu nella migliore delle ipotesi un successo solo parziale poiché, come molti dei primi programmi spaziali, si era rivelato troppo ambizioso per l'epoca, avendo obiettivi che andavano oltre le capacità della tecnologia di allora. Al di là dei problemi tecnici a batterie e pannelli solari che portarono allo spegnimento anticipato di diversi satelliti del programma, eliminando ogni speranza di avere una copertura continua dell'Unione Sovietica, furono anche gli stessi sensori a mostrare una certa limitatezza che portò più di una volta il satellite a confondere la luce solare riflessa dalle nuvole con il lancio di un missile nemico. Tuttavia diversi problemi furono risolti nel corso del programma passando dal sensore W-17, rivelatosi incapace di rilevare il decollo di un missile attraverso l'atmosfera terrestre, al sensore W-37, molto migliore in termini di performance, che di fatto dimostrò la fattibilità di una ricognizione dallo spazio dei lanci di missili intercontinentali, al sensore poi sviluppato per la serie RTS-1. Sebbene il programma MiDAS abbia quindi fallito nel conseguire gli scopi preposti, esso ha comunque aperto la strada all'implementazione del sistema satellitare Defense Support Program, i cui primi lanci avvennero negli anni 1970, che costituisce il sistema di allarme missilistico precoce statunitense.

## Lanci
| Nome                | Data di lancio   | Massa (kg)  | Sito di lancio | Vettore                   | Inclinazione dell'orbita | NSSDC ID  | Note |
| ------------------- | ---------------- | ----------- | -------------- | ------------------------- | ------------------------ | --------- | --- |
| MIDAS 1             | 26 febbraio 1960 | 2 025       | Cape Canaveral | Atlas 29D - Agena A 1008  | --------                 | MIDAS1    | Fallimento: un malfunzionamento elettrico durante il raggiungimento dell'orbita portò alla distruzione del razzo vettore Atlas e dello stadio Agena, che precipitarono in pezzi nell'oceano Atlantico.  |
| MIDAS 2             | 24 maggio 1960   | 2 300       | Cape Canaveral | Atlas 45D - Agena A 1007  | 33,00°                   | 1960-006A | Test di lancio con il sensore a infrarossi W-17. |
| MIDAS 3             | 12 luglio 1961   | 1 600       | Point Arguello | Atlas 97D - Agena B 1201  | 91,20°                   | 1961-018A | |
| MIDAS 4             | 21 ottobre 1961  | 1 800       | Point Arguello | Atlas 105D - Agena B 1202 | 86,70°                   | 1961-028A | Un malfunzionamento del razzo vettore portò a un incorretto inserimento nell'orbita. |
| MIDAS 5             | 9 aprile 1962    | 1 860       | Point Arguello | Atlas 110D - Agena B 1203 | 86,70°                   | 1962-010A | |
| MIDAS 6             | 17 dicembre 1962 | Sconosciuto | Point Arguello | Atlas 131D - Agena B 1205 | --------                 | --------  | Il danneggiamento di una valvola idraulica durante il decollo portò alla distruzione del razzo vettore 82 secondi dopo il decollo.                                                                      |
| MIDAS 7             | 9 maggio 1963    | 2 000       | Point Arguello | Atlas 119D - Agena B 1206 | 87,30°                   | 1963-030A | Fu la prima missione del programma MIDAS equipaggiata con i sensori a infrarossi W-37. Durante la se sue settimanee di operatività, il MiDAS 7 registrò 9 lanci di missili balistici intercontinentali. |
| MIDAS 8             | 12 giugno 1963   | Sconosciuto | Point Arguello | Atlas 139D - Agena B 1204 | --------                 | --------  | Un malfunzionamento del razzo Atlas portò alla perdita del controllo d'assetto e alla distruzione del razzo.                                                                                            |
| MIDAS 9             | 19 luglio 1963   | 2 000       | Point Arguello | Atlas 75D - Agena B 1207  | 88,40°                   | --------  | |
| MIDAS 10 (RTS-1 F1) | 9 giugno 1966    | 2 000       | Vandenberg     | Atlas 7201 - Agena D 1351 | 90,00°                   | 1966-051A | |
| MIDAS 11 (RTS-1 F2) | 19 agosto 1966   | 2 000       | Vandenberg     | Atlas 7202 - Agena D 1352 | 89,70°                   | 1966-077A | |
| MIDAS 12 (RTS-1 F3) | 5 ottobre 1966   | 2 000       | Vandenberg     | Atlas 7203 - Agena D 1353 | 89,80°                   | 1966-089A | |